# 清風宕峯会
清風宕峯会（せいふうとうほうかい、英語: Seifu Old Boys Association）は、大阪府大阪市天王寺区石ヶ辻町に所在する清風中学校・高等学校（清風学園）の公式同窓会である。
清風高等学校の姉妹校である清風南海学園中学校・高等学校（大阪府高石市）には、清風南海学園同窓会金剛会という公式同窓会がある。